# Calixte Payot
Joseph-Calixte « Charles » Payot (né le 21 avril 1901 à Verrayes, date de décès inconnue) est un joueur professionnel français de hockey sur glace.
Calixte Payot est le frère cadet de Philippe Payot.

## Carrière
Calixte Payot fait toute sa carrière au Chamonix Hockey Club. Il est champion de France en 1923, 1926, 1927, 1930.
Calixte Payot fait partie de l'équipe de France aux Jeux olympiques de 1924 à Chamonix, et aux Jeux olympiques de 1928 à Saint-Moritz.
Après sa carrière de joueur, il est arbitre dans le championnat de France.